# 704
704（七百四、ななひゃくよん）は自然数、また整数において、703の次で705の前の数である。

## 性質
- 704は合成数であり、約数は 1, 2, 4, 8, 11, 16, 22, 32, 44, 64, 88, 176, 352, 704 である。
  - 約数の和は1524。
    - 171番目の過剰数である。1つ前は702、次は708。
- 7042 + 1 = 495617 であり、n2 + 1 の形で素数を生む89番目の数である。1つ前は700、次は714。(オンライン整数列大辞典の数列 A005574)
- 166番目のハーシャッド数である。1つ前は702、次は711。
  - 11を基とする6番目のハーシャッド数である。1つ前は605、次は803。
- 各位の和が11になる58番目の数である。1つ前は650、次は713。
- 704 = 82 + 82 + 242
  - 3つの平方数の和1通りで表せる118番目の数である。1つ前は688、次は720。(オンライン整数列大辞典の数列 A025321)
- 704 = 43 + 43 + 43 + 83
  - 4つの正の数の立方数の和で表せる189番目の数である。1つ前は702、次は709。(オンライン整数列大辞典の数列 A003327)
- 704 = 11 × 26
  - n = 6 のときの 11 × 2n の値とみたとき1つ前は352、次は1408。(オンライン整数列大辞典の数列 A005015)
  - 2つの異なる素因数の積で p6 × q の形で表せる4番目の数である。1つ前は448、次は832。(オンライン整数列大辞典の数列 A189987)
  - 704 = 11 × 43
    - n = 3 のときの 11 × 4n の値とみたとき1つ前は176、次は2816。(オンライン整数列大辞典の数列 A002089)
- 704 = 272 − 25
  - n = 27 のときの n2 − 25 の値とみたとき1つ前は651、次は759。(オンライン整数列大辞典の数列 A098603)
- 704 = 302 − 196
  - n = 30 のときの n2 − 142 の値とみたとき1つ前は645、次は765。(オンライン整数列大辞典の数列 A132770)

## その他 704 に関連すること
- 西暦704年
- 紀元前704年
- IBM 704
- NFPA 704
- オブイェークト704